# 7219 Satterwhite
7219 Satterwhite este un asteroid din centura principală, descoperit pe 3 martie 1981, de Schelte Bus.